# 宽西
宽西（法語：Coincy，法語發音：[kwɛ̃si]）是法国上法蘭西大區埃纳省的一个市镇，位于该省南部，属于蒂耶里堡区。

## 地理
宽西（49°9'40"N, 3°25'18"E）面积17.24 平方千米，位于法国上法蘭西大區埃纳省，该省份为法国北部内陆省份，北起北部省，西接索姆省和瓦兹省，东临阿登省和马恩省，西南至塞纳-马恩省，东北部与比利时接壤。
与宽西接壤的市镇（或旧市镇、城区）包括：乌尔克河畔阿尔芒蒂耶尔、伯瓦尔德、布雷西、布吕耶尔叙费尔、埃皮耶、楠特伊圣母村、维勒讷沃叙费尔。

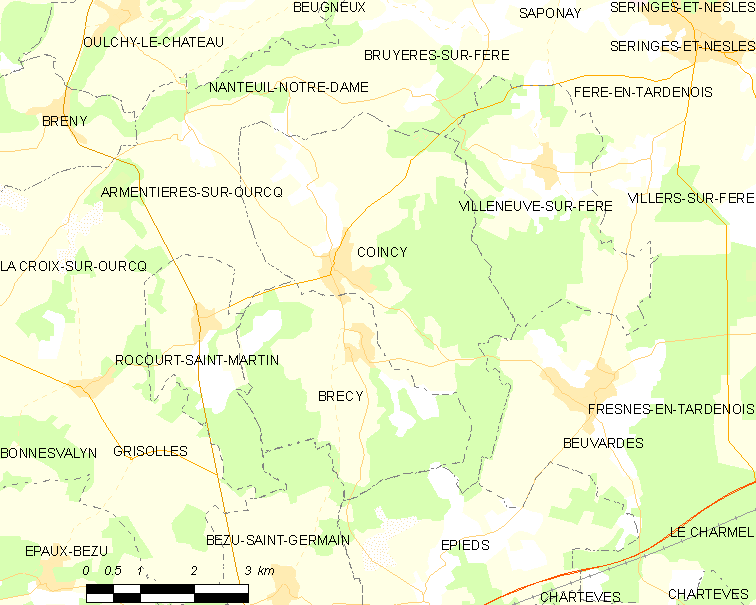
宽西的OSM定位图

宽西的时区为UTC+01:00、UTC+02:00（夏令时）。

## 行政
宽西的邮政编码为02210，INSEE市镇编码为02203。

## 政治
宽西所属的省级选区为蒂耶里堡县。

## 人口

1962-2008年间宽西人口变化图示

宽西于2022年1月1日时的人口数量为1281人。